# Gustaf Aminoff
Gustaf Aminoff, född 6 april 1771 och död 25 december 1836, var en svensk militär och sedermera rysk ämbetsman i Finland.

## Biografi
Gustaf Aminoff var son till majoren Carl Fredrik Aminoff och Juliana Winding. Han kom i tjänst i militären som sjuttonåring och blev kornett vid Lätta livdragonerna, varefter han 1796 blev löjtnant vid Livhusarerna och överadjutant. Sedan avancerade Aminoff till stabsadjutant hos Kunglig Majestät och kapten i armén 17 april samma år; major i armén; major i Karelska dragonkåren 22 jan. 1798; premiärmajor vid samma regemente 30 sept. 1799.
Aminoff blev överstelöjtnant och chef för Karelska jägarkåren 1805, och var under 1808-09 års krig med bland annat vid Revolax och Lappo. Han erhöll avsked ur svensk tjänst med generalmajors rang 1810 och var 1810–27 landshövding i Savolax och Karelens län.
Aminoff var gift med Lovisa Sahlsvärd.

## Utmärkelser
- Riddare av Svärdsorden – 1805
- Riddare med stora korset av Svärdsorden – 1809